# Николина Чакърдъкова
Николина Иванова Чакърдъкова е българска народна певица, изпълнителка на народни песни от Македонската фолклорна област. Родена е на 4 септември 1969 г. в град Гоце Делчев. Ежегоден участник в Новогодишната програма на БНТ „Сцена под звездите“.

## Професионален път
Николина Чакърдъкова се появява на професионална сцена за пръв път едва на четиринадесет годишна възраст. През 80-те се утвърждава като солистка в Неврокопския ансамбъл, с него пленява публиката в България, Западна Европа и Канада.
1987 г. е преломна в кариерата на народната певица, тя е поканена от проф. Кирил Стефанов да се присъедини към Държавния ансамбъл за народни песни и танци „Пирин“ – Благоевград.
В концертните си изяви Николина Чакърдъкова пленява публиката, освен с магическия си глас и с атрактивното съчетание с хореографските постановки на Георги Хинов, както и с ефектните декори и красиви костюми, изработени от художника Васил Докев.
На 20 април 2005 година е обявена за почетен гражданин на Гоце Делчев за особен принос в популяризиране на фолклорното богатство на Гоцеделчевския регион чрез своите песни и творчество.
През 2006 г. създава „Фолклор ТВ“ – първата българска национална фолклорна телевизия, на която е собственик и понастоящем.
След 6-годишно отсъствие от сцената, през 2013 г. спектакълът ѝ „Най-голямото богатство...“ разпродава зала №1 на НДК за три поредни вечери – 10, 11 и 12 декември.  Той става реалност със съдействието на Корпоративна търговска банка.. За спектакъла са изработени над 100 нови костюма, в които са вплетени мотиви от Македонската фолклорна област с ръчно изработена бродерия от сърма. Декорът е копие на фасадата на историческия музей в Гоце Делчев. Картините на сцената се променят всеки път в зависимост от песните, музиката и танците, и благодарение на технологията 3D-мапинг.
За посрещането на новата 2014 година Чакърдъкова пее на площад „Батенберг“. Тя обаче остава огорчена от виковете „Оставка“ и формулира дипломатично, но еднозначно неодобрението си към протестиращите срещу кабинета „Орешарски“.

## Дискография

### Студийни албуми
- „Чакай ме, батьо Ванчо“ (1996)
- „Любов и мъка от Македония“ (2000)[8]
- „Пуста младост“ (2001)
- „Българска сватба“ (2003)[9]
- „Една мечта – част 1“ (2005)
- „Една мечта – част 2“ (2005)
- „Най-голямото богатство...“ (2013)
- „Николина Чакърдъкова и Оркестърът за народна музика на БНР“ (2016)
- „Популярни народни песни“ (2019)

### Компилации
- „50 хита на Николина Чакърдъкова“ (2009)

## Видео албуми
- „Една мечта – част 2“
- „Пуста младост“ (2005)
- „Българска сватба“ (2006)

## Спектакли
- „Любов и мъка от Македония“ (2000 г., зала №1 на НДК)[10]
- „Пуста младост“ (2001 г., зала №1 на НДК)[11]
- „Българска сватба“, (2002 г., зала №1 на НДК)[12]
- „Една мечта“ (2004 г., зала №1 на НДК)[13]
- „Магията български фолклор“ (2007 г., зала №1 на НДК)[14]
- „Най-голямото богатство...“ (2013 г., зала №1 на НДК)[15]
- Коледен спектакъл  (2014 г., Арена Армеец)[16]
- Николина Чакърдъкова и Оркестъра за народна музика на БНР (2016 г.)[17]
- „Младост пее и танцува“ (2022 г.)[18]